# Udde Knutsson Ödell
Udde Knutsson Ödell, född 4 april 1617 i Linköpings församling, Östergötland, död 28 juli 1668 i Helsingfors, var en svensk landshövding och häradshövding. 

## Biografi
Udde Ödell föddes 1617 i Linköpings församling. Han var son till majoren Knut Ödell och Ingeborg Svensdotter. Ödell blev i oktober 1633 student vid Uppsala universitet och 2 december 1638 vid Leidens universitet. Han blev 31 oktober 1648 assessor i Dorpats hovrätt och 30 november 1652 assessor i Svea hovrätt. Ödell blev 4 augusti 1654 legat till Ryssland och 31 januari 1657 underståthållare på Stockholms slott. Han blev 13 februari 1666 landshövding i Nylands och Tavastehus län, tillika häradshövding i Borgå län med övre och nedre Hollola härader samma år. Ödell avled 1668 i Helsingfors och begravdes i Hogstads kyrka, där även hans vapen sattes upp.

### Egendom
Ödell ägde gården Börsjö i Risinge socken.

### Familj
Ödell gifte sig 1665 med Mechtild Ribbing (död 1692), dotter av assessorn Sven Ribbing i Åbo hovrätt och Metta Rosengren. De fick tillsammans barnen Carolus Ödell (1660–1670) och Catharina Agneta Ödell (1667–1690) som var gift med hovjunkaren Salomon Skutenberg.